# گان ولی (داکوتای جنوبی)
گان ولی(به انگلیسی: Gann Valley) شهری در ایالت داکوتای جنوبی کشور ایالات متحده آمریکا است که جمعیت آن در سرشماری سال ۲۰۱۰ میلادی، ۱۴ نفر بوده‌است.